# 苏通GIL综合管廊工程
苏通1000千伏交流特高压GIL（气体绝缘金属封闭输电线路）综合管廊工程，简称苏通GIL综合管廊工程，于2019年9月底投运。由国家电网公司牵头，南京南瑞继保电气有限公司、西安交通大学等参与。隧道工程起于北岸（南通）引接站，止于南岸（苏州）引接站，长5468.5米，盾构直径12.07米。

## 评论
- 《人民日报》评论：“准东—皖南、苏通GIL综合管廊工程投运之后，清洁电力将实现更加可靠、高效、灵活地汇入华东特高压交流环网，对于优化能源配置、保障电力供应、防治大气污染、拉动经济增长、引领技术创新等具有显著的综合效益和长远的战略意义。”[1]